# Leucania venata
Leucania venata är en fjärilsart som beskrevs av Barend J. Lempke 1940. Leucania venata ingår i släktet Leucania och familjen nattflyn. Inga underarter finns listade i Catalogue of Life.